# Orthotrichum darwinii
Orthotrichum darwinii là một loài rêu trong họ Orthotrichaceae. Loài này được (Mitt.) Mitt. mô tả khoa học đầu tiên năm 1869.